# МВК «Новосибирск Экспоцентр»
Новосибирск Экспоцентр (Novosibirsk Expocentre) — крупнейшая международная деловая площадка Сибири и Дальнего Востока и один из крупнейших современных выставочных комплексов России. Здесь проводятся масштабные события с участием первых лиц государств, фестивали, форумы, выставки, концерты и спортивные мероприятия. Техническое оснащение залов позволяет трансформировать их под любые мероприятия и размещать объекты любого веса, размера и конструкции.

## История проекта
Строительство комплекса началось в 2010 году. В районе расположения выставочного комплекса сошлись интересы сразу четырёх муниципальных образований: Новосибирска, города Обь, Толмачевского и Криводановского сельсоветов, и поэтому здесь было решено проверить эффективность нарождающейся Новосибирской агломерации.
По данным правительства Новосибирской области, основным инвестором «Новосибирск Экспоцентра» выступило ООО «Сибирь Экспоцентр». Со стороны областного правительства за год строительства центра была оказана поддержка в 400 млн рублей в виде госгарантий, 43,8 млн рублей в виде субсидирования процентной ставки по кредиту и 30 млн рублей в виде льгот по налогу на имущество. Всего объём инвестиций составил 1,62 млрд рублей, из них 800 млн рублей — кредитные средства, предоставленные Сбербанком РФ.
Комплекс начал свою работу 31 января 2012 года. За 5 лет работы комплекс стал центром проведения крупнейших региональных и всероссийских выставок, форумов и конференций: всероссийский форум и выставка «Технопром», крупнейшая IT-конференция Сибири и Дальнего Востока «CodeFest», «Интерэкспо Гео-Сибирь», заседание президиума Государственного совета во главе с Владимиром Владимировичем Путиным. Сегодня новосибирский Экспоцентр — это центр главных событий Сибири, вокруг которого запланировано строительство деловой зоны «Западные ворота».

## Характеристики и параметры

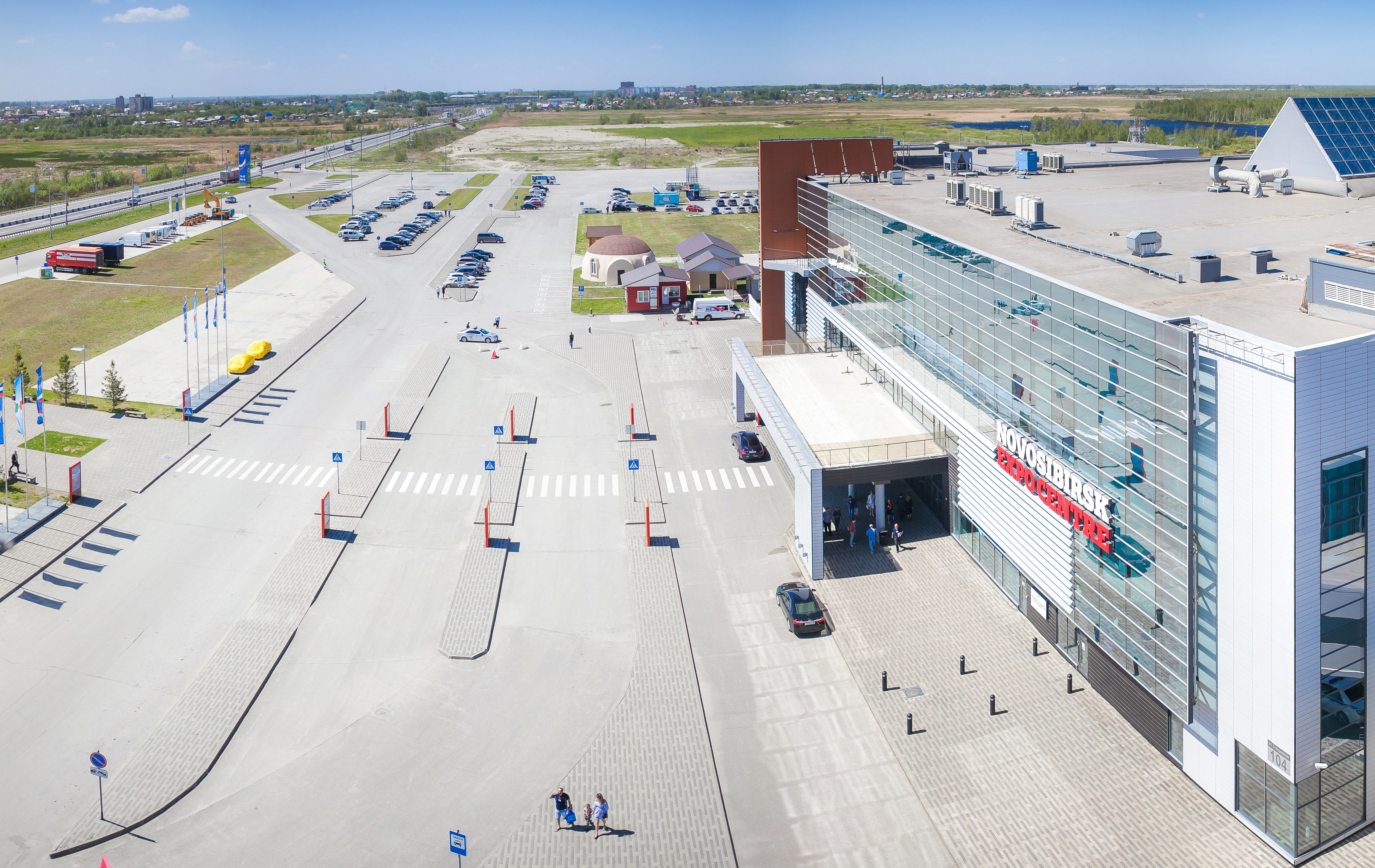
Вид на МВК «Новосибирск Экспоцентр» с отеля SKYEXPO.

Выставочный комплекс спроектирован и построен с использованием концепции green building и объединяет в едином архитектурном ансамбле два павильона.
Общая площадь выставочного комплекса составляет почти 60 000 м²:
- площадь двух выставочных павильонов составляет 14 400 м²;
- площадь центрального блока — 24 400 м²;
- площадь складских помещений — 2 300 м²;
- площадь открытой уличной экспозиции — 20 000 м².

В МВК «Новосибирск Экспоцентр» предусмотрены конференц-залы общей вместимостью до 1500 человек, переговорные, а также несколько VIP-зон, офисные, сервисные помещения, фудкорт и ресторан. Комплекс соединен тёплым переходом с отелем SKYEXPO.

## Расположение

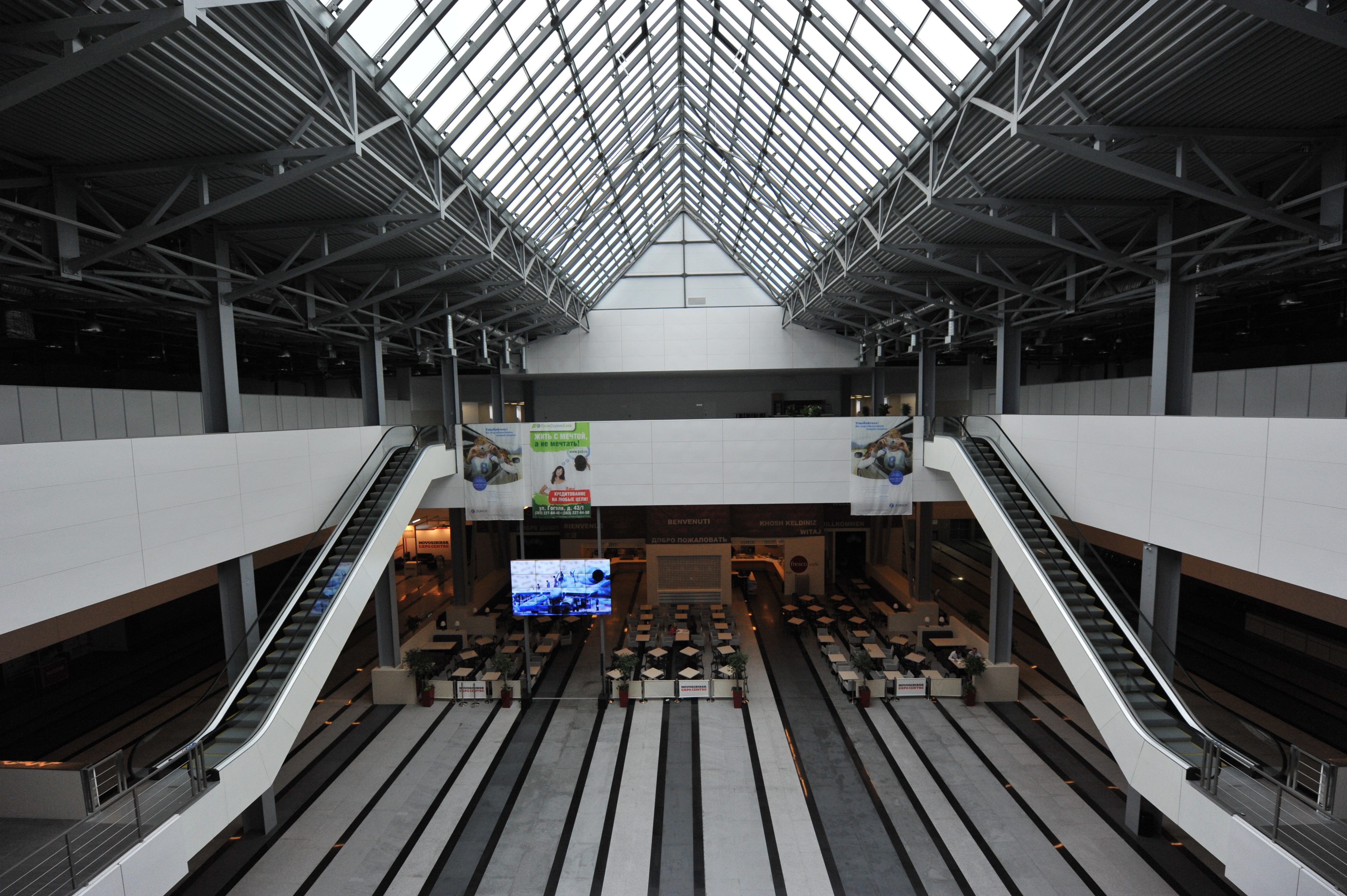
Вид изнутри МВК «Новосибирск Экспоцентр».

Комплекс расположен на магистральной федеральной автомобильной трассе М51 «Байкал» (на улице Станционная, 104), входящей в состав Транссибирской автомагистрали, которая является составной частью азиатского маршрута АН6 и европейского маршрута Е51.

## Мероприятия
- МВК «Новосибирск Экспоцентр» начал свою работу с выставки «СтройСиб/SibBuild — 2012», в которой сразу приняли участие более 800 компаний из 16 стран мира.
- Ежегодно на площадке проходит крупнейший форум технологического развития «Технопром».
- В январе 2020 года в комплексе прошёл чемпионат России по греко-римской борьбе.
- В 2022 году прошёл первый международный форум инноваторов IN’HUB.
- Среди собственных выставок и форумов МВК «Новосибирск Экспоцентр» — SibBuildingWeek, MashExpo Siberia, Сибирская продовольственная неделя, Сибирская аграрная неделя, «Свой Дом» и др.